# Polonia Przemyśl (piłka nożna)
Miejski Klub Sportowy Polonia Przemyśl – polski klub piłkarski z siedzibą w Przemyślu, założony w 1909 r.

## Historia
Chronologia nazw:
- 1909: TS [Towarzystwo Sportowe] San Przemyśl
- 1911: OTTG [Oddział Terenowy Towarzystwa Gimnastycznego] Sokół-San Przemyśl)
- 1914—1916: nie funkcjonował
- 1916: PKS [Przemyski Klub Sportowy] Polonia
- 06.1928: WCSS [Wojskowo-Cywilne Stowarzyszenie Sportowe] Polonia Przemyśl – po fuzji z Legią Przemyśl
- 1949: TS Związkowiec Przemyśl
- 1951: TS Budowlani Przemyśl
- 1954: KS [Klub Sportowy] Polonia Przemyśl
- 1990: MKS [Miejski Klub Sportowy] Polonia Przemyśl

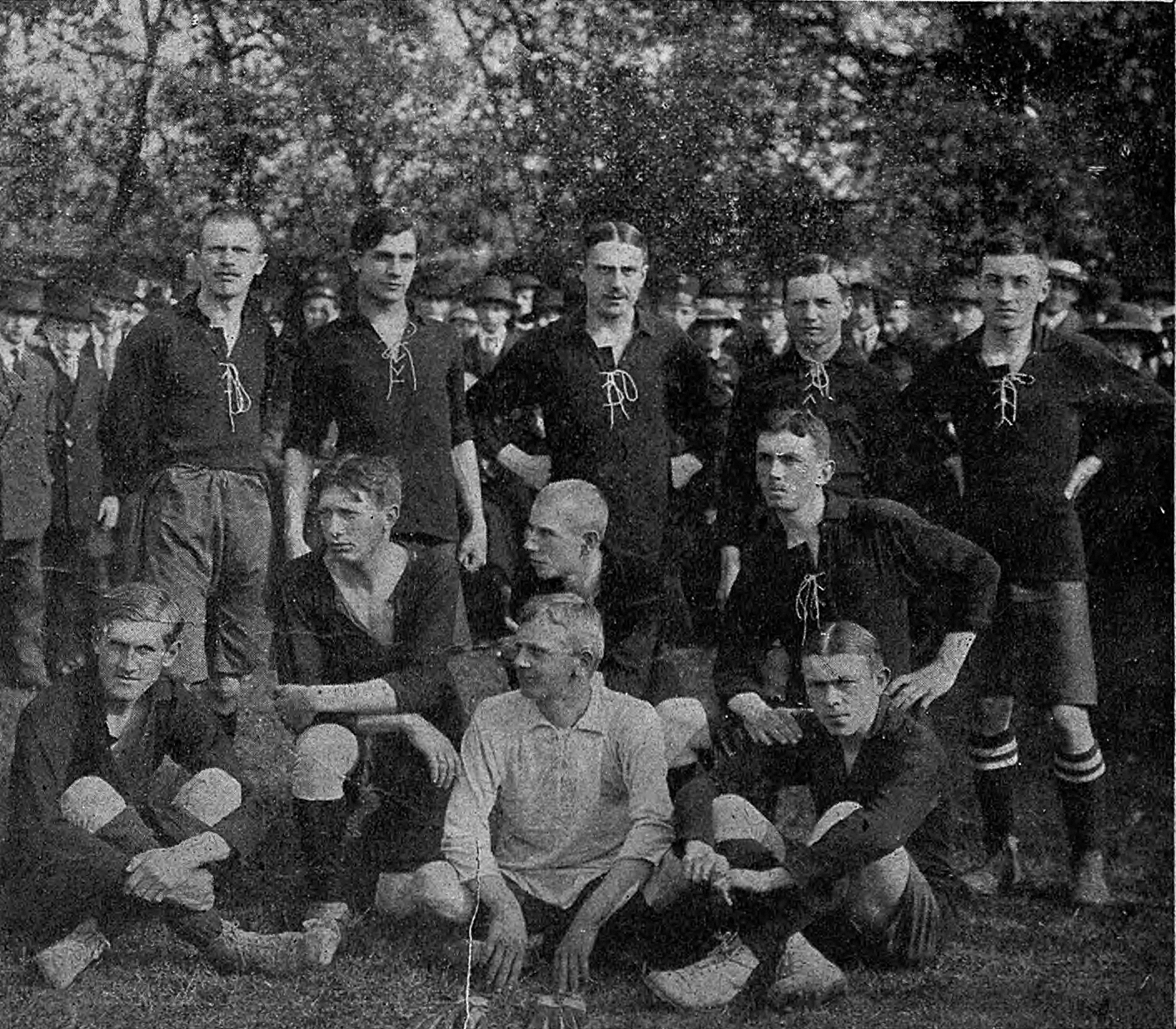
Drużyna piłkarska Sanu Przemyśl w czerwcu 1914

W 1909 powstała drużyna piłki nożnej „San” przy miejscowym oddziale Towarzystwa Gimnastycznego „Sokół”. Pierwszymi członkami drużyny byli późniejsi oficerowie Wojska Polskiego: Roman Burnatowicz, Józef I Kuś (ppłk piech.), Józef Lech, Władysław Sontag i Władysław Ziętkiewicz. Opiekunem drużyny był Zdzisław Rittersschild, senior narciarstwa polskiego. Przed 1914 rokiem działały sekcje piłki nożnej, wioślarstwa, koła, turystyki, lekkoatletyki, saneczkarstwa, narciarstwa. Wiosną 1914 był określanym jednym z najaktywniejszych klubów sportowych na prowincji Galicji. Po wybuchu I wojny światowej w 1914 roku działalność klubu została całkowicie zawieszona.
W 1916 roku klub odrodził się z patriotyczną nazwą „Polonia”. W 1920 roku klub reprezentował miasto w inauguracyjnym sezonie Klasy A Lwowskiego ZOPN, który został niedokończony. W 1921 roku zajął trzecie miejsce w Klasie B Lwowskiego ZOPN i wrócił do Klasy A. W 1927 roku zespół występował w Klasie B, ale w 1928 wrócił do Klasy A, przekształcając się w klub wojskowo-cywilny. W tym że roku przyszedł pierwszy sukces. Jako mistrz grupy II Klasy A Lwowskiego ZOPN potem w barażach pokonał klub Rewera Stanisławów z wynikiem 3:0, 1:3 i 4:2 (we Lwowie), zdobywając awans do eliminacji o I ligę. Po wygraniu grupy wschodniej w eliminacjach awansował do finałowej trójki, gdzie musiał ustąpić silniejszym klubom Garbarnia Kraków i ŁTSG Łódź. Potem jeszcze w 1932, 1933 oraz w 1936 jako mistrz Lwowskiego ZOPN walczył w eliminacjach o I ligę, ale nie uzyskał promocji do najwyższej ligi. We wrześniu 1939 roku na skutek wybuchu II wojny światowej działalność klubu została znów zawieszona.
W 1946 r. dzięki zapobiegliwości jednego z działaczy, płk. Romana Burnatowicza, udało się wydobyć ukryte w 1939 r. pamiątki klubowe. W dniach 20-21 sierpnia 1960 zorganizowano obchody jubileuszu 50-lecia istnienia klubu, podczas których 21 sierpnia 1960 III-ligowa Polonia rozegrała towarzyski mecz z I-ligową Wisłą Kraków. W sezonie 1990/91 Polonia zajęła 6. miejsce w IV lidze regionalnej, grupie rzeszowskiej (na 16 uczestników), po którym klub połączył się z Polną Przemyśl. Po fuzji Polnej i Polonii, nowa drużyna rozpoczynała sezon 1991/92 ligi regionalnej rzeszowskiej jako Polonia-Polna Przemyśl, a kończyła jako Polonia Przemyśl.

## Sukcesy
- 6. miejsce w II lidze – 1951 (cztery grupy)

## Zawodnicy
Najbardziej znanymi wychowankami klubu byli: Józef Kałuża i Marian Ostafiński.